# Šenkovec
Pour les articles homonymes, voir Šenkovec (homonymie).
Šenkovec est un village et une municipalité située dans le comitat de Međimurje, en Croatie. Au recensement de 2001, la municipalité comptait 2 770 habitants, dont 97,83 % de Croates et le village seul comptait 2 350 habitants.

## Localités
La municipalité de Šenkovec compte 2 localités : Knezovec et Šenkovec.